# Danto Sugiyama
Danto Sugiyama (født 20. maj 1999) er en japansk fodboldspiller, som spiller for den japanske fodboldklub JEF United Chiba.